# Premna rubens
Premna rubens là một loài thực vật có hoa trong họ Hoa môi. Loài này được (C.B.Clarke) Ridl. miêu tả khoa học đầu tiên năm 1923.